# Cantonul Saint-Benoît-du-Sault
Cantonul Saint-Benoît-du-Sault este un canton din arondismentul Le Blanc, departamentul Indre, regiunea Centru, Franța.

## Comune
- Beaulieu
- Bonneuil
- Chaillac
- La Châtre-Langlin
- Chazelet
- Dunet
- Mouhet
- Parnac
- Roussines
- Sacierges-Saint-Martin
- Saint-Benoît-du-Sault (reședință)
- Saint-Civran
- Saint-Gilles
- Vigoux